# Geografía de Uttar Pradesh

Uttar Pradesh, con un área total de 243 290 km² (el 7.33% de India), es el estado más poblado de la India y el cuarto mayor por superficie y la 93.ª entidad subnacional mayor del mundo. Tiene aproximadamente el mismo tamaño que el Reino Unido (77.º), Ghana (78.º) o Rumania (79.º) . Está situado en el extremo norte de la India y comparte frontera internacional con Nepal y está bordeado por los estados indios de Uttarakhand y Himachal Pradesh, en el noroeste; por Haryana y Delhi, en el oeste; por Rajastán, en el suroeste; por Madhya Pradesh, en el sur; por Chhattisgarh y Jharkhand, en el sureste; y por Bihar, en el este. En 2001, en India se crearon tres nuevos estados, incluido Uttarakhand, un pequeño estado en la frontera del Himalaya, que anteriormente formaba parte de Uttar Pradesh.
El estado es recorrido por más de 32 grandes ríos, entre ellos: el Ganges, el Yamuna, el Saraswati, Sarayu,  Gomti, Ramganga, Karnali, Betwa y Ghaghara, algunos de gran importancia religiosa en el hinduismo. La capital administrativa y legislativa es la ciudad de Lucknow, mientras que la capital judicial se encuentra en Prayagraj. Otras ciudades importantes del estado son  Vārānasī (antigua Benarés), Jhansi, Kanpur, Mathura, Meerut y Agra.
Los Himalayas bordean el estado por el norte, aunque las llanuras que cubren la mayor parte del estado están claramente diferenciadas de esas altas montañas. La mayor región es la llanura gangética,que está en el norte, y comprende el Doab del Ganges-Yamuna , las llanuras del Ghaghra, las llanuras del Ganges y del Terai. La pequeña cordillera Vindhya y la región de la meseta se encuentran en el sur. Se caracteriza por estratos de roca dura y por una topografía variada de colinas, llanuras, valles y mesetas. El tramo del bhabhar da lugar al área de terai, que está cubierta por una alta hierba de elefante y densos bosques intercalados con marismas y pantanos. Los lentos ríos del bhabhar recorren esta área, excavando su curso a través de una enredada masa de espesa maleza. El terai corre paralelo al bhabhar en una delgada banda. Toda la llanura aluvial está dividida en tres subregiones.
- La primera en el tramo oriental que consta de 14 distritos que están sujetos a inundaciones periódicas y sequías y se han clasificado como áreas de escasez. Estos distritos tienen la mayor densidad de población, lo que da la tierra como renta per cápita más baja.

- Las otras dos regiones, la central y la occidental son comparativamente mejores con un sistema de riego bien desarrollado.[6] Sufren de inundaciones y de los usoshumanos a gran escala.[6]  Además, el área es bastante árida.

El cultivo es intensivo. Las áreas del valle tienen suelos fértiles y ricos. Hay un cultivo intensivo en las laderas de las colinas aterrazadas, pero las instalaciones de riego son deficientes. La cordillera Siwalik, que forma las estribaciones del sur del Himalaya, desciende hasta un lecho de roca llamado  'bhadhar'. El cinturón de transición que se extiende a lo largo de toda la longitud del estado se llama el área de terai y bhabhar. Tiene bosques ricos, que atraviesan innumerables arroyos que se convierten en torrentes furiosos durante el monzón.
El clima de este estado también puede variar ampliamente, principalmente debido a que está lejos del efecto moderador del mar y el aire frío ocasional que se origina debido a las perturbaciones del oeste, con temperaturas que alcanzan los 49 °C en verano y tan bajas como -1 °C en invierno.

## Localización

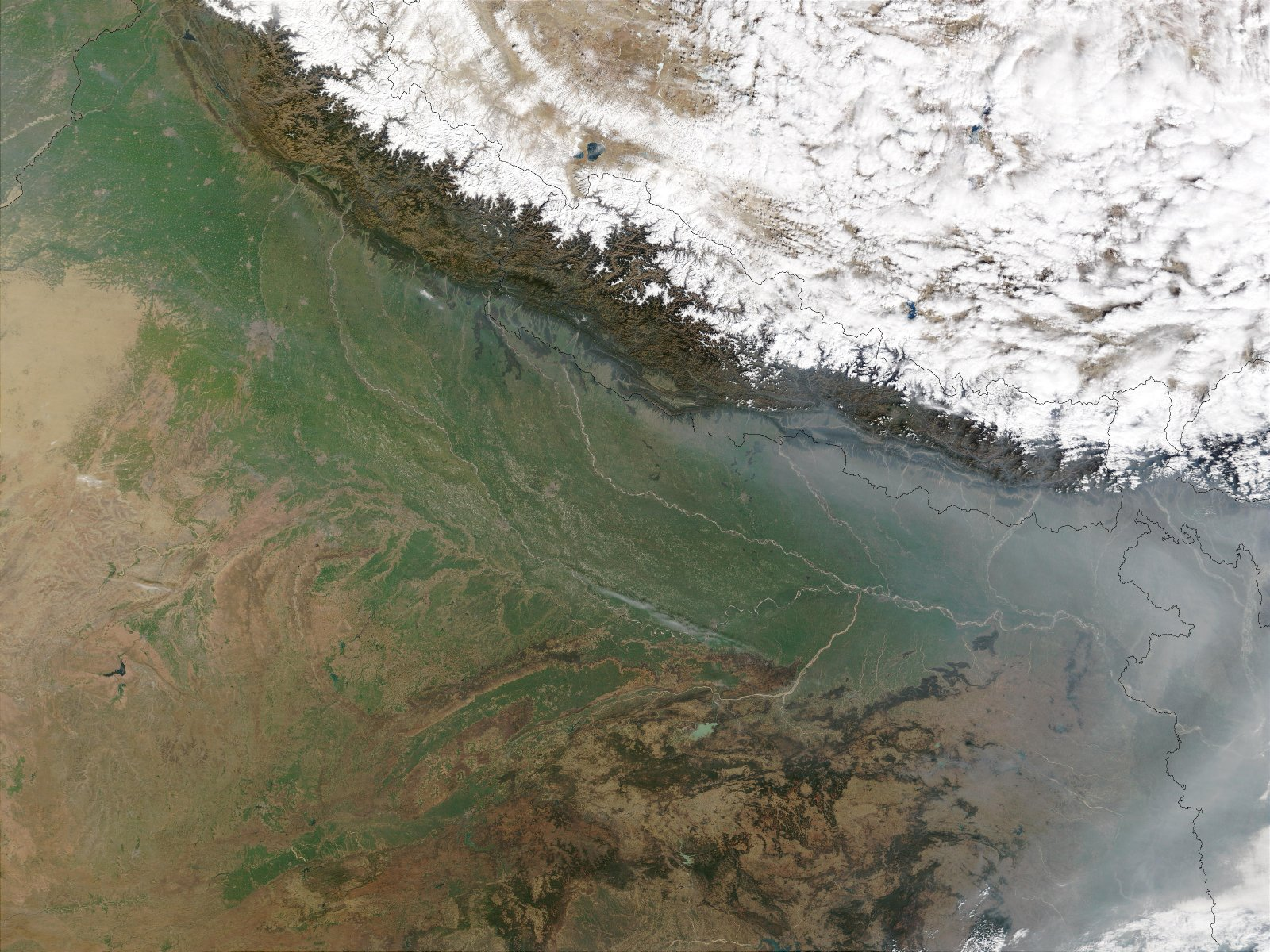
Vista de satélite de parte de la llanura gangética, donde está Uttar Pradesh

Uttar Pradesh está bordeado por los estados de Uttarakhand y Himachal Pradesh, en el noroeste; por Haryana y Delhi, en el oeste; por Rajastán, en el suroeste; por Madhya Pradesh en el sur; por Chhattisgarh y Jharkhand, en el sureste; y por Bihar, en el este. Situada entre las latitudes 23°52′ N y 31°28′ N y las longitudes 77°3′ y 84°39′ E, es el cuarto estado más grande del país en términos de área y el primero en términos de población. Uttar Pradesh se puede dividir en tres regiones hipsográficas distintas:
- las estribaciones de Shivalik y las zonas de terai, en el norte;
- la llanura gangética en el centro, con suelos aluviales altamente fértiles y una topografía llana (pendiente 2 m/km) rota por numerosos estanques, lagos y ríos;
- las colinas de Vindhya y la meseta en el sur, con duros estratos y una topografía variada de cerros, llanuras, valles y mesetas, con disponibilidad limitada de agua.

La cordillera Shivalik, que forma las estribaciones del sur del Himalaya, desciende hasta un lecho rocoso llamado bhabhar. El cinturón de transición que se extiende a lo largo de todo el estado se llama área de terai y bhabhar. Tiene ricos bosques, atravesados por innumerables corrientes que se convierten en torrentes furiosos durante el monzón. El tramo de bhabhar da lugar a la zona de terai que está cubierta por la hierba alta de elefante y por gruesos bosques intercalados con marismas y pantanos. Los ríos lentos del bhabhar profundizan en esta área y su curso se extiende a través de una masa enmarañada de bajo espesor. El terai corre paralelo al bhabhar en una delgada franja. Los principales cultivos son el trigo, el arroz y la caña de azúcar. El yute también se cultiva.
El área más importante para la economía del estado es la llanura gangética, que se extiende a lo largo de todo el estado de este a oeste. Toda la llanura aluvial se puede dividir en tres subregiones. La primera es el tramo oriental que consta de 14 distritos que están sujetos a inundaciones periódicas y sequías y se han clasificado como áreas de escasez. Esos distritos tienen la mayor densidad de población, lo que da la tierra con ingresos per cápita más bajos. Las otras dos regiones, la central y la occidental, son comparativamente mejores con un sistema de riego bien desarrollado. Sufren de la explotación del agua y de extensiones con usos humanos a gran escala. La llanura gangética es regada por el Yamuna, el Ganges y sus principales afluentes, el Ramganga, el Gomati, el Ghaghra y Gandak. Toda la llanura es aluvial y muy fértil. Los principales cultivos que se cultivan aquí son el arroz, el trigo, el mijo perla, el gramón y la cebada. La caña de azúcar es el principal cultivo comercial de la región.
La franja sur gangética está limitada por las colinas Vindhya y por la meseta. Comprende los cuatro distritos de Jhansi, Jalaun, Banda y Hamirpur  en la división de Bundelkhand, Meja y Karchhana tehsils del distrito de Prayagraj, todo el distrito de Mirzapur al sur del Ganges y Chakia tehsil del distrito de Varanasi. El terreno es fuerte con colinas bajas. Los ríos Betwa y Ken se unen al Yamuna desde el suroeste en esta región. Tiene cuatro tipos distintos de suelo, dos de los cuales son agrícolamente difíciles de manejar. Son suelos de algodón negro. Las precipitaciones son escasas y erráticas y los recursos hídricos son escasos. La agricultura de secano es practicada a gran escala.

## Clima
El clima del estado es tropical monzónico. La temperatura media varía de 3 a 4 °C en enero a 43 hasta 45 °C en mayo y junio. Hay tres estaciones distintas: invierno, de octubre a febrero, verano, de marzo a mediados de junio, y la temporada de lluvias, de junio a septiembre.
La lluvia que cae en las llanuras es más abundante en el este y disminuye hacia el noroeste. Las inundaciones son un problema recurrente en el estado y causan daños a los cultivos, la vida y la propiedad. Las perores inundaciones ocurrieron en 1971, cuando 51 de los 54 distritos del estado fueron afectados, con un área de unos 52 000 km². Los distritos orientales son los más vulnerables a las inundaciones, los distritos occidentales un poco menos y la región central notablemente menos. La susceptibilidad de los distritos orientales a las inundaciones se atribuye, entre otras cosas, a las fuertes lluvias, a las bajas llanuras, al alto nivel del agua freática en el subsuelo y a la acumulación de sedimentos en los lechos, lo que hace que aumente el nivel de los ríos. El problema en los distritos occidentales se debe principalmente al pobre drenaje causado por la obstrucción de carreteras, ferrocarriles, canales, nuevas áreas edificadas, etc. Hay un registro de agua en las grandes áreas. Los principales ríos propensos a las inundaciones son el  Ganges, Yamuna, Gomti, Ghaghara, Rapti, Sharda y Ramganga.  La inadecuada capacidad de drenaje de los más pequeños ríos del oeste, Sirsa, Kali y Aligarh, también es causa de inundaciones.

## Flora y fauna
El área de bosque registrado constituye aproximadamente el 6,88% del área geográfica total del estado y la cobertura total de bosques y árboles es del 9,01% del área total.  El área de terai y bhabhar en la llanura gangética tiene la mayoría de los bosques. Los bosques vindhyan consisten principalmente en matorrales. Los distritos de Jaunpur, Ghazipur y Ballia no tienen tierras forestales, mientras que otros 31 distritos tienen menos área forestal.

### Bosques
La flora existente en Uttar Pradesh se puede clasificar en tres categorías:
- Bosques húmedos de hoja caduca .
- Bosques secos de hoja caduca.
- bosques tropicales espinosoa.[11]

En las estribaciones de Shivalik y en el área de terai-bhabhar, crece la sal y la gigantesca haldina. A lo largo de los cursos de ríos, el sisu crece en abundancia. Los bosques vindhyan tienen dhak, teca,  mahua, olibano o salai, chironji y ébano coromandel. El sisu se usa principalmente para muebles, mientras que catechu produce kattha, que se toma con hojas de betel o paan. La ceiba común o algodonero rojo y el gutel se utilizan como madera de contrachapado y kanju en la industria de la madera. La acacia nilotica proporciona el principal material de bronceado del estado. Algunas de las hierbas, como el baib y el bambú, son materia prima para la industria del papel. Las hojas de tendu se usan para hacer bidis (cigarrillos indios) y la caña se usa en cestos y muebles.
Especies de pastos se han recogido en la llanura gangética. Las hierbas incluyen plantas medicinales como  Rauwolfia serpentina, Viala serpens, podophyllum, hexandrum  y Ephecra gerardiana.

### Vida animal
En correspondencia con su variada topografía y clima, el estado tiene gran cantidad de vida animal y su avifauna se encuentra entre las más ricas del país. Los animales que se pueden encontrar en las selvas de Uttar Pradesh son el tigre de Bengala, el leopardo, el oso salvaje, el oso perezoso, el chital, el sambhar, el chacal, el puercoespín, el gato de la jungla, la liebre, la ardilla, los varanos y el zorro. Las aves más comunes son los cuervos, las palomas, las colúmbidas, las aves de la jungla, la perdiz negra, el gorrión, el pajarito, el arrendajo azul, el periquito, el milano, la mía, la codorniz, bulbul, el martín pescador y carpinteros.
Ciertas especies se encuentran en hábitats especiales. El elefante asiático está confinado al terai y a las colinas. El gond y para también se encuentran en esta región. La gacelas de la India o chinkaras y las gangas prefieren un clima seco, y son nativoas de los bosques de Vindhyan. Entre las aves de caza que se encuentran en el estado destacan la agachadiza, el pato crestudo afroasiático, el pato gris, el gansito asiático y la yaguasa hindú.
Varias especies de vida silvestre se han extinguido en Uttar Pradesh. Entre ellas se encuentran el león asiático en la llanura gangética y el rinoceronte indio en el terai. El destino de muchas especies es incierto, incluido el del tigre, del antílope indio o negro, del serau, del Gallus, de la avutarda, del pato cabecirrosa y de los faisanes murales y del antílope de cuatro cuernos. Si bien la aplicación de determinadas leyes contra la caza furtiva y la caza ha dado algunos resultados, la población de vida silvestre de hoy es alarmantemente baja. Los gaviales son saqueados por su piel.
Para preservar su vida salvaje, el estado ha establecido un parque nacional, el parque nacional de Dudhwa y 12 santuarios de caza.